# Austre Svarthornbreen
Der Austre Svarthornbreen (norwegisch für Östlicher Schwarzhorngletscher) ist ein Gletscher im ostantarktischen Königin-Maud-Land. Im Wohlthatmassiv liegt er zwischen der Östlichen und der Mittleren Petermannkette.
Wissenschaftler des Norwegischen Polarinstituts benannten ihn 1967 in Anlehnung an die Benennung der benachbarten Schwarzen Hörner (norwegisch Svarthorna).